# Tsuro
Tsuro (Untertitel „Der Weg ist das Ziel“) ist ein 2007 bei Kosmos erschienenes Spiel von Tom McMurchie für 2 bis 8 Spieler. Der Name bezeichnet im Japanischen u. a. einen kunstvoll gefalteten Papierkranich, der als Symbol für ein langes Leben steht.

## Inhalt
- Spielplan  (1 Seite für 2 bis 4 Spieler, 1 Seite für 5 bis 8 Spieler)
- 8 Spielfiguren
- 64 Wegekarten mit je 4 Wegen, die sich kreuzen können.
- Spielregel (2 Seiten)

## Spielablauf
Die Spieler wählen die für ihre Anzahl passende Spielplanseite. Die Spieler erhalten von den gemischten Wegekarten drei Karten, die sie verdeckt auf die Hand nehmen und stellen abwechselnd ihre Spielfigur an eine beliebige Position an den Rand des Spielfeldes.
Die Spieler legen nun abwechselnd eine ihre Wegekarten an der Stelle an, wo ihre Spielfigur steht. Bei der ersten Wegekarte dürfen sie wählen auf welchem von zwei möglichen Wegen sie ihre Spielfigur ziehen wollen und ziehen sie dann an das Ende des entstandenen Weges. Dann ziehen sie eine Karte nach und der nächste Spieler folgt. Sollte sich durch das Legen einer Wegekarte auch der Weg einer anderen Spielfigur verlängert haben, wird auch diese Figur gezogen. Trifft eine Spielfigur dabei auf den Rand, scheidet der Spieler aus. Treffen zwei Spielfiguren aufeinander, scheiden beide Spieler aus.
Das Spiel endet, wenn nur noch eine Spielfigur auf dem Feld steht oder alle verbliebenen Spieler gleichzeitig ausscheiden – dann gibt es mehrere Sieger.

### Das Spiel zu zweit
Beide Spieler spielen mit zwei Spielfiguren, aber nur drei Wegekarten. In seinem Zug legt der Spieler zunächst für eine Figur eine Wegekarte an, zieht die Figur über den Weg, nimmt dann eine neue Wegekarte, legt eine Wegekarte für die zweite Figur an, zieht diese und nimmt wieder eine Wegekarte. Dann ist der zweite Spieler am Zug. In welcher Reihenfolge die Spieler ihre beiden Figuren ziehen, können sie in jedem Zug frei entscheiden.
Hier gewinnt, wer als Letzter mit beiden oder einer Spielfigur noch auf dem Feld steht.
Natürlich sollte jeder seine Wegekarten so anlegen, dass die anderen Spieler mit ihren Figuren das Feld so schnell wie möglich räumen oder sich fremde Figuren begegnen und die eigenen Figuren so lange wie möglich auf dem Feld verbleiben.

## Auszeichnungen
- 3. Platz beim Schweizer Spielepreis 2007 in der Kategorie Familienspiele

## Varianten
In der Spielbox-Ausgabe 4/07 wurde in der Rubrik „Besser spielen“ die Variante „Anschlüsse statt Überleben“ veröffentlicht und Regeldetails unter der Lupe betrachtet.

## Spielkritiken
- Spielbox Ausgabe 3/07: „Mit reichlich Zeitverzug nach Deutschland gekommen“